# Бранкати, Лоренцо
Лоренцо Бранкати (итал. Lorenzo Brancati; 10 апреля 1612, Лаурия, Неаполитанское королевство — 30 ноября 1693, Рим, Папская область) — итальянский куриальный кардинал, франицисканец-конвентуал. Библиотекарь Святой Римской Церкви с 19 сентября 1681 по 30 ноября 1693. Камерленго Священной Коллегии кардиналов с 2 января по 30 ноября 1693. Кардинал-священник с 1 сентября 1681, с титулом церкви Сант-Агостино с 22 сентября по 1 декабря 1681. Кардинал-священник с титулом церкви Санти-XII-Апостоли с 1 декабря 1681 по 30 ноября 1693.   